# Damjan Prelovšek
Damjan Prelovšek, slovenski umetnostni zgodovinar, plečnikoslovec, fotograf, diplomat, kanuist, * 18. februar 1945, Ljubljana. 

## Življenjepis
Študiral je umetnostno zgodovino na Filozofski Fakulteti v Ljubljani, kjer je leta 1969 diplomiral in 1977 doktoriral z  disertacijo o slovenskem arhitektu Plečniku na Dunaju. Je vodilni poznavalec arhitektovega dela v Sloveniji in izven nje. Plečnik je bil prijatelj njegovega deda, ljubljanskega mestnega urbanista, gradbenega inženirja Matka Prelovška; ta je arhitekta vsestransko podpiral.
Od 1971 je deloval na Umetnostnozgodovinskem inštitutu ZRC SAZU in ga vodil kot predstojnik med leti 1992 in 2005. Na inštitutu, ki se imenuje po Francetu Steletu je bil od 1993 znanstveni svetnik. Napisal je veliko samostojnih publikacij, strokovnih člankov in razprav s področja arhitekture, baročne ustvarjalnosti, zlasti kiparstva in obdobja 19. stoletja. Največ pa se je ukvarjal s slovenskim arhitektom Jožetom Plečnikom, njegovim življenjem in delom. Zbral je obsežno dokumentacijo in fotodokumentacijo o arhitektu. Pripravil je več deset razstav o Plečnikovi ustvarjalnosti. Sodeloval je tudi pri pisanju enciklopedij in leksikonov. Je član Evropske akademije znanosti in umetnosti v Salzburgu. Dvakrat je prejel Plečnikovo medaljo. Umetnostnozgodovinski inštitut Franceta Steleta mu je ob sedemdesetletnici posvetil obsežni večjezični zbornik Patriae et orbi: Študije o srednjeevropski umetnosti: jubilejni zbornik za Damjana Prelovška (2015). Leta 2017 je za izjemen prispevek na področju raziskovanja slovenske arhitekture, zlasti arhitekture Jožeta Plečnika, prejel nagrado Izidorja Cankarja Slovenskega umetnostno-zgodovinskega društva. 
Štiri leta je bil slovenski veleposlanik v Pragi (1998–2002). Od 2005 naprej je bil več let generalni direktor Direktorata za kulturno dediščino ministrstva za kulturo, v obdobju, ko so sprejeli sedanjo zakonodajo za varstvo dediščine. Spomeniškovarstvene službe v svojem mandatu ni reorganiziral.
V mladih letih je bil uspešen športnik. Tekmoval je tudi na mednarodni ravni (olimpijske igre, svetovno prvenstvo) kanuizem na divjih vodah, v kategoriji kanu enosed). Za Jugoslavijo je nastopil na Poletnih olimpijskih igrah 1972 v Münchnu, kjer je v kanuju enosedu v slalomu osvojil 17. mesto.

## Dela (monografije)
- Josip Markušić, Josip (Jože) Plečnik. Korespodencija 1932.-1956. (sourednik Jozo Džambo, 2023)
- Narodna in univerzitetna knjižnica (monografija, Založba ZRC, 2022)
- Zacherlova hiša na Dunaju (zbirka Umetnine v žepu  23, 2022)
- Jože Plečnik: arhitektura večnosti - teme, metamorfoze, ideje (monografija, 2017)
- Cerkev sv. Mihaela na Ljubljanskem barju (zbirka Umetnine v žepu 5, 2012)
- NUK: Narodna in univerzitetna knjižnica (zbirka Umetnine v žepu 1, 2010)
- Cerkev Gospodovega Vnebohoda v Bogojini (2010)
- Jože Plečnik: Dunaj, Praga, Ljubljana (soavtorja Andrej Hrausky in Janez Koželj, 2006)
- Jože Plečnik - Jan Kotěra: dopisovanje (urednik, 2004)
- Josip Plečnik: život a dílo. 1. vyd. Šlapanice: ERA, 2002
- Architekt Josip Plečnik: práce pro presidenta Masaryka (Praha: Pražská edice, 2001)
- Plečnikova sakralna umetnost (1999)
- Plečnikova palača: dom ustavnega sodišča RS (soavtor France Kresal, 1998)
- Plečnik v tujini: vodnik po arhitekturi (soavtorja Andrej Hrausky in Janez Koželj, 1998)
- Poezija v kamnu: arhitekt Jože Plečnik na Praškem gradu (1997)
- Plečnikova Slovenija: vodnik po arhitekturi (soavtorja Andrej Hrausky in Janez Koželj, 1997)
- Plečnikova Ljubljana: vodnik po arhitekturi (soavtorja Andrej Hrausky in Janez Koželj, 1996)
- Plečnikova lectarija (soavtor Edi Majaron, 1993)
- Plečnikovi knjigi Architectura Perennis, Napori (1993)
- Josef Plečnik 1872-1957: architectura perennis (1992) (tudi nem. in angleški prevod)
- Žale arhitekta Jožeta Plečnika (soavtor Vlasto Kopač, 1992)
- Ljubljansko kiparstvo na prostem (soavtorici Špelca Čopič in Sonja Žitko-Durjava, 1991)
- Jože Plečnik: "Peglezen" (soavtor Božo Podlogar, 1986)
- Hiša slovenske zavarovalnice (1985)
- Josef Plečnik: Wiener Arbeiten von 1896 bis 1914 (Wien: Tusch, 1979)
- Jože Plečnik: dunajski čas (1892-1911) (disertacija, 1977)